# Naczelnik Państwa
Naczelnik Państwa (pronunție poloneză: [naˈt͡ʂɛlɲik ˈpaɲstfa], în traducere, șef de stat) a fost titlul șefului de stat al Poloniei în primii ani ai celei de a Doua Republici Poloneze. Această funcție a fost deținută numai de către Józef Piłsudski, din 1918 până în 1922. Până în anul 1919 a fost numit tymczasowy naczelnik państwa (șef de stat provizoriu). După 1922, șeful statului polonez a fost numit prezydent (președinte).
Funcția de șef de stat a fost creată de un decret al Consiliului de Regență din 22 noiembrie 1918, care a instituit un sistem temporar de guvernare pentru Polonia, supus revizuirii de către un Sejm (parlament)  ales democratic.
Naczelnikul exercita cea mai înaltă putere civilă și militară în țară. El era comandant suprem⁠(d) al forțelor armate poloneze⁠(d), cu puternice atribuții în domeniul relațiilor externe. El numea miniștri ai guvernului, care răspundeau în fața lui, inclusiv pe prim-ministru. Șeful statului putea emite decrete-legi care trebuia să fie semnate de șeful de stat, de prim-ministru, și de ministrul de resort, deși orice astfel de legi urmau să fie revizuite de către primul Sejm.
Józef Piłsudski, care a fost ales ca șef de stat, a renunțat la puterile lui în favoarea primului Sejm la 20 februarie 1919; cu toate acestea, Sejmul a solicitat ca el să rămână șef de stat, enunțând atribuțiile funcției (acum fără cuvântul „Provizoriu” în denumire), în Mica Constituție din 1919. Șeful statului a rămas comandant suprem al Armatei Poloneze, numea guvernul (sub rezerva confirmării acestuia de către Sejm) și reprezenta autoritatea supremă a puterii executive. El era membru al Consiliului de Apărare Națională (Rada Obrony Państwa), înființat în timpul Războiului Polono-Sovietic, conflict care amenințase supraviețuirea statul polonez proaspăt reînființat.
Piłsudski a renunțat la puterile lui în favoarea Președintelui Poloniei, Gabriel Narutowicz, la 14 decembrie 1922.